# Amt Marienberg

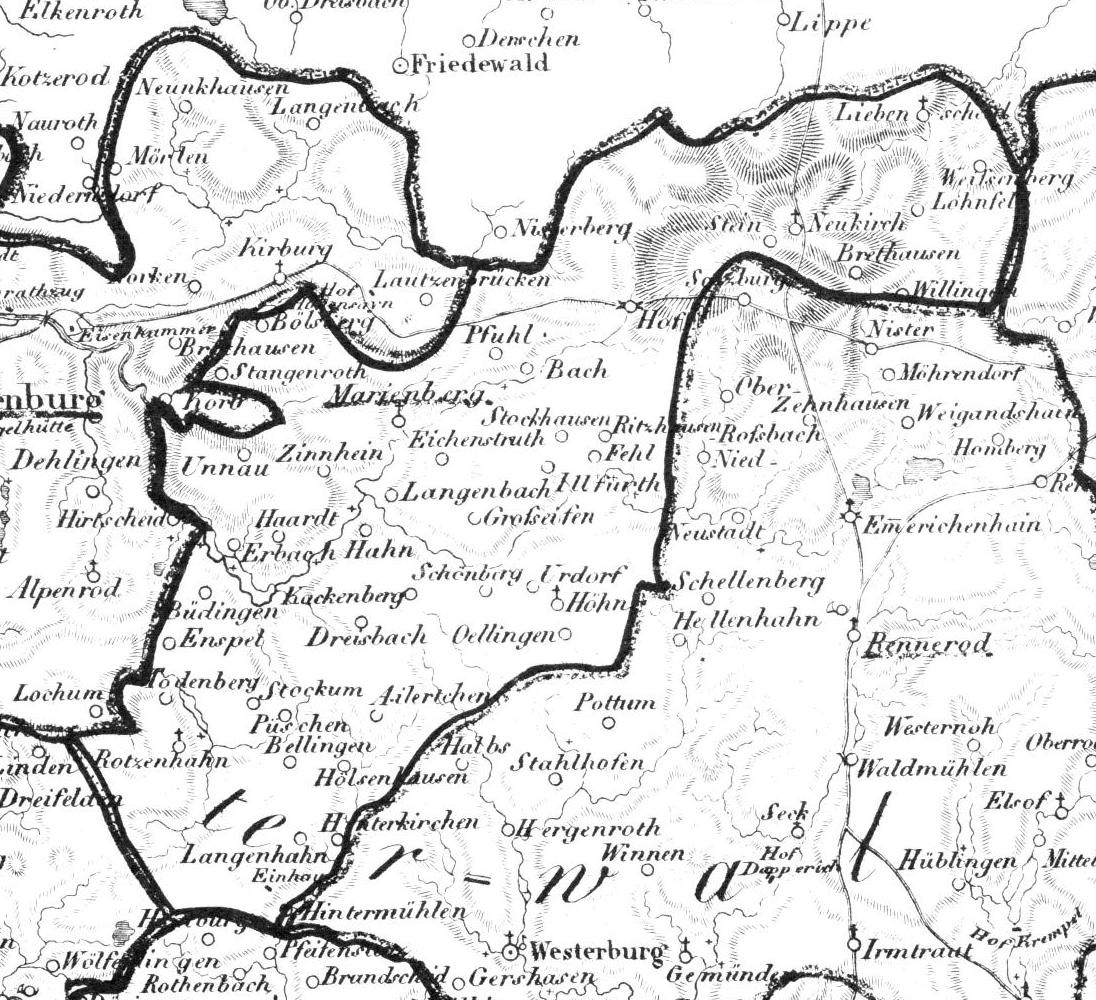
Karte des Amtes Marienberg aus dem Jahr 1828

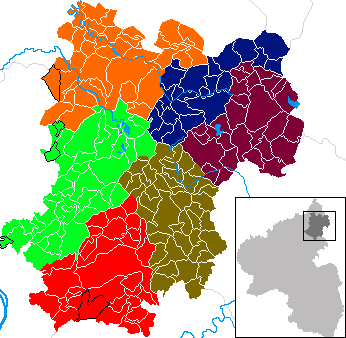
Das Amt Marienberg von 1816 in Blau innerhalb des heutigen Kreisgebietes

Das Amt Marienberg mit Sitz in Marienberg von 1782 bis 1806 ein Nassau-Diezer und von 1816 bis 1866 mit kurzer Unterbrechung ein Amt des Herzogtums Nassau. Die Ämter hatten neben Verwaltungsaufgaben auch die Niedere Gerichtsbarkeit inne bzw. dienten später als erstinstanzliches Gericht. An ihrer Spitze stand ein vom jeweiligen Herrscher eingesetzter Amtmann.

## Geschichte

### Nassau
Das Kirchspiel Marienberg gehörte ursprünglich zur Herrschaft zum Westerwald und kam ab 1255 zu verschiedenen Linien des Hauses Nassau. Dort gehörte es bis 1782 zum Amt Beilstein. Nachdem 1743 die Oranischen Lande im Heiligen Römischen Reichs unter der Linie von Nassau-Diez zusammengeführt wurden, kam es dort 1782 zu einer Verwaltungsreform. Dabei wurde das Amt Beilstein aufgelöst und Marienberg erhielt einen eigenen Amtssitz. Der Amtsbereich von Marienberg bestand aus:
1. Kirchspiel Marienberg mit den Orten Marienberg mit der Pilgerischen Mühle; Langenbach mit einer Mühle; Hardt; Erbach mit einer Mühle; Unnau; Korb Nassauischer Seite mit einer Mühle, der andere Teil gehörte zu Sayn-Hachenburg; Bölsberg; Stangenrod (Stangenroth); Zinhain; Eichenstruth; Großseifen; Illfurth; Bach mit zwei Mühen; Pfuhl; Stockhausen mit einem Holzkohlenbergwerk; Ritzhausen und Fehl mit einer Mühle.
2. Den aus dem Amt Rennerod zugeteilten Kirchspielen:
  1. Höhn mit den Orten Höhn mit einem Holzkohlenbergwerk; Oellingen; Ailertchen mit einer Mühle; Hinterkirchen; Hölsenhausen; Püschen; Draisbach mit einer Mühle; Kackenberg; Schönberg; Urdorf mit einer Mühle; Hahn; Die Hilpisch Mahl und Oelmühle; Die Eisenberger Mahl- und Oelmühle.
  2. Rotzenhahn aus den weiteren Orten Rotzenhahn; Bellingen; Langenhahn; Hintermühlen mit einer Mühle; Lochum Nassauischer Teil, die an andere Hälfte war Sayn Hachenburgisch; Todtenberg mit einer Mühle; Enspel; Büdingen mit einer Mühle und Stockum mit einer Mühle.

Als 1806 unter Druck Napoleons der Rheinbund entstand und das Ende des Heiligen Römischen Reichs besiegelte, weigerte Oranien-Nassau sich diesem beizutreten. Infolgedessen fiel das Amt 1806 an das Großherzogtum Berg und somit an Napoleons Schwager Joachim Murat, der eine Verwaltungsgliederung nach revolutionär-französischem Vorbild einführte. Die Ämter wurden aufgelöst und stattdessen Arrondissements, Kantone und Departements eingerichtet. Marienberg wurde dem Kanton Rennerod im Arrondissement Dillenburg des Départements Sieg zugeteilt und hatte nur noch die Funktion einer Bürgermeisterei. Bald nach der Völkerschlacht bei Leipzig löste sich das Großherzogtum auf und Nassau-Oranien erhielt seine Gebiete wieder zurück. Nach der Rückgabe an Oranien-Nassau wurden 1813 daraus die bisherigen oranischen Ämter in alter Form wieder eingerichtet.

### Herzogtum Nassau
Nach den Befreiungskriegen trat am 31. Mai 1815 Oranien die Erblande an Preußen ab. Wie im Wiener Kongress vereinbart, tauschte Preußen wiederum die Gebiete mit dem, im Jahr 1806 aus Nassau-Usingen und Nassau-Weilburg entstandenen, Herzogtum Nassau. Um das durch die verschieden zwischen 1803 und 1815 hinzugewonnenen Gebiete des Herzogtums sinnvoll zu integrieren, wurde durch die sogenannte Ibell’sche Verwaltungsreform eine Neueinteilung der Ämter vorgenommen. Diese trat am 1. Juli 1816 in Kraft. Dabei wurde das Amt Marienberg um einige Orte erweitert und jetzt eines von 28 Ämtern im Herzogtum Nassau.
Es bestand jetzt bis 1866 aus:
Den ehemals oranischen Orten
1. der Herrschaft Beilstein: Marienberg, Bach, Bölsberg, Bretthausen, Eichenstruth, Fehl, Großseifen (Großseifen), Hardt, Hof, Illfurth,  Langenhahn, Liebenscheid, Löhnfeld, Neukirch, Pfuhl, Ritzhausen, Stangenroth, Stein, Stockhausen,  Unnau, Weisenberg, Willingen und Zinnhain
2. dem Fürstenthum Diez: Ailertchen, Bellingen, Büdingen, Dreisbach, Enspel, Erbach, Hahn, Hinterkirchen, Hintermühlen, Höhn, Hölsenhausen, Kackenberg, Langenbach, Oellingen, Püschen, Rotzenhahn, Schönberg, Stockum, Todtenberg und Urdorf

Der Staats- und Adreß-Handbuch des Herzogthums Nassau 1822/23 gibt folgendes an:
1. Flächen: 30.556 Steuernormalmorgen  (wobei ein Morgen 2500 m² entsprechen), mit 145 Morgen Gebäudestellen, 3 Morgen Gartenland, 14.334 Morgen Ackerland, 7339 Morgen Wiesen, 82 Morgen Weiher, 2496 Morgen Hochwald, 2483 Morgen Niederwald, 3700 Morgen Trieschland (abwechselnde 3- bis 5-jährige Acker- und 10- bis 20-jährige Wiesennutzung), Weideplätze etc., 24 Morgen nicht besteuerte Liegenschaften.
2. Gemeinden: 40 Gemeindebezirke bestehend aus 43 Dörfern und 20 Hőfen und Mühlen.
3. Bevölkerung: 7085 Einwohner in 1805 Familien, davon 4364 evangelisch christliche, 2721 Katholiken.
4. Viehstand: 113 Pferde, ein Esel, 7137 Stück Rindvieh, 33 Schafe, 785 Schweine, 171 Ziegen und 230 Bienenstöcke.
5. Einfacher Jahressteuersatz (Steuersimplus, kann auch mehrfach erhoben werden): 3381 fl. 26 kr.
6. Amtsgemeinden:
  1. Marienberg: 378 Einwohner in 105 Familien; „Amtssitz, Lohmühle und Braunkohlenwerk.“
  2. Ailertchen: 208 Einwohner in 88 Familien; „eine Mühle.“
  3. Bach: 99 Einwohner in 24 Familien; „Ober- und Untermühle, Braunkohlewerk.“
  4. Bellingen: 176 Einwohner 50 mm Familien.
  5. Bölsberg: 118 Einwohner in 33 Familien.
  6. Bretthausen: 206 Einwohner in 47 Familien.
  7. Büdingen: 174 Einwohner in 53 Familien; „eine Mühle.“
  8. Dreisbach: 245 Einwohner in 61 Familien.
  9. Eichenstruth: 104 Einwohner in 23 Familien; „die Brückmühle.“
  10. Enspel: 81 Einwohner in 24 Familien; „sie Todtenberger Mühle.“
  11. Erbach: 147 Einwohner 37 mm Familien; „eine Mahl- und Oelmühle. “
  12. Fehl und Ritzhausen: 213 Einwohner in 54 Familien; „eine Mühle.“
  13. Großseifen: 119 Einwohner in 29 Familien.
  14. Hahn: 158 Einwohner in 38 Familien; „Hardter Mühle.“
  15. Hardt: 160 Einwohner in 39 Familien-
  16. Hinterkirchen: 56 Einwohner in 13 Familien.
  17. Hintermühlen: 88 Einwohner in 23 Familien; „eine Mühle.“
  18. Höhn: 369 Einwohner in 89 Familien; „Eisenburger Mühle.“
  19. Hölzenhausen: 48 Einwohner in 11 Familien.
  20. Hof: 501 Einwohner in 132 Familien.
  21. Kackenberg: 148 Einwohner in 32 Familien.
  22. Langenbach: 200 Einwohner in 50 Familien; „Ober- und Starkemühle.“
  23. Langenhahn: 139 Einwohner in 36 Familien; „Mühle.“
  24. Liebenscheid: 362 Einwohner in 86 Familien; „obere und untere Mühle.“
  25. Löhnfeld: 113 Einwohner in 22 Familien.
  26. Oellingen: 191 Einwohner in 51 Familien; „Ailertger Mühle.“
  27. Pfuhl: 120 Einwohner in 30 Familien.
  28. Püschen: 81 Einwohner in 25 Familien.
  29. Rotzenhahn: 152 Einwohner in 45 Familien; „Stockumer Mühle.“
  30. Schönberg: 149 Einwohner in 39 Familien.
  31. Stangenroth: 118 Einwohner in 31 Familien.
  32. Stein mit Neukirch: 391 Einwohner in 95 Familien; „eine Mühle.“
  33. Stockhausen mit Illfurth: 135 Einwohner in 42 Familien; „Braunkohlewerk.“
  34. Stockum: 114 Einwohner in 35 Familien; „eine Mühle.“
  35. Todenberg: 76 Einwohner in 20 Familien; „Mühle.“
  36. Unnau: 290 Einwohner in 80 Familien; „Braunkohlewerk.“
  37. Urdorf: 109 Einwohner in 26 Familien; „Hülpisch- und Bruchmühle, Braunkohlenwerk.“
  38. Weisenberg: 156 Einwohner in 34 Familien,
  39. Willingen: 274 Einwohner in 65 Familien.
  40. Zinnhain: 110 Einwohner in 26 Familien.

Im Jahr 1836 wurde das Amt Marienberg wie folgt beschrieben:

„Das Amt Marienberg hat einen Flächenraum von 44.125 Morgen, hiervon kommen 178 Morgen auf Gebäudestellen, nur 34 Morgen auf Gärten, 20.476 Morgen auf das Ackerland, 10.427 Morgen auf Wiesen, 44 Morgen auf Weiher, 7.101 Morgen auf die Waldungen, 5.182 Morgen auf Dreschland und Waideplätze und 683 Morgen sind nicht besteuert. Dieses Amt, welches auf dem Westerwalde liegt, hat keine Ortschaft, in welcher 600 Einwohner wären. Der Amtssitz
   Marienberg unter 25° 37' 10" Länge und 50° 9' Breite.“

Der Staats- und Adreß-Handbuch des Herzogthums Nassau. 1847 gibt folgendes an:
1. Flächengehalt: 44.125 Steuernormalmorgen, nämlich: 178 M. Gebäudestellen, 34 M. Gärten, 20.477 M. Ackerland, 10.427 M. Wiesen, 44 M. Weiher, 7101 M. Waldungen, 5182 M. Trieschland und Weideplätze etc., 683 M. nicht besteuerte Liegenschaften.
2. Politische Eintheilung: 39 Gemeindebezirke, bestehend aus 43 Ortschaften mit einem einzelnen Haus und 21 Mühlen. #Bevölkerung: 2219 Familien in 1484 Wohnhäusern und 9094 Einwohner, nämlich 5614 evangelisch-christliche und 3480 Katholiken.
3. Viehbestand: 88 Pferde, ein Esel, 7127 Stück Rindvieh, 17 Schafe, 929 Schweine, 165 Ziegen und 224 Bienenstöcke.
4. Gewerbe: 14 Bäcker, 2 Bader, 6 Bierbrauer, 3 Blechschmiede, 42 Branntweinbrenner, ein Buchbinder, 5 Drechsler, 19 Grobschmiede, 1645 Gutsbesitzer, 7 Klein- und Großhändler, 38 Kleinkrämer, 5 Küfer, 11 Leinenweber, ein Lohgerber, 21 Mahlmühlen, 4 Maurer, 7 Metzger, 17 Nagelschmiede, 5 Oelmühlen, 6 Pferdeverleiher und Hauderer, ein Sattler, ein Scheerenschleifer, 28 Schneider, ein Schneidmühle, 7 Schön- und Blaufärber, 3 Schornsteinfeger, 34 Schreiner, 30 Schuhmacher, 3 Strohdecker, 206 Taglöhner, 7 Wagner, 71 Wirthe, ein Zimmermann etc.
5. Betrag eines Steuersimplums: 3349 fl. 17 kr., nämlich 2012 fl. 20 kr. Grund-, 896 fl. 47 kr. Gebäude- und 1015 fl. 26 kr. Gewerbesteuer.
6. Amtmann: Carl August Sell.

Nach der Märzrevolution im Jahr 1848 wurde die Verwaltung neu geordnet. Mit Gesetz vom 4. April 1849 wurden in Nassau Verwaltung und Rechtsprechung auf unterer Ebene getrennt. Die Reform trat zum 1. Juli 1849 in Kraft. Für die Verwaltung wurden zehn Kreisämter gebildet, die Ämter als Justizämter (also Gerichte der ersten Instanz) weitergeführt. Die Verwaltungsaufgaben des Amtes Marienberg wurden vom Kreisamt Hachenburg wahrgenommen, die Rechtsprechung vom Justizamt Marienberg. Die Reform wurde jedoch bereits am 1. Oktober 1854 wieder rückgängig gemacht, die Kreise wieder abgeschafft und die vorigen Ämter wiederhergestellt.
Kurz vor der Annektierung durch Preußen gibt des Staats- und Adreß-Handbuch des Herzogthums Nassau. 1866 folgendes an:
1. Flächengehalt: 45.359 Morgen, nämlich: 233 M. Gebäudestellen, 64 M. Gärten, 19.943 M. Ackerland, 10.132 M. Wiesen, 44 M. Weiher, 8672 M. Waldungen, 5147 M. Trieschland und Weideplätze etc., 1124 M. nicht besteuerte Liegenschaften.
2. Politische Eintheilung: 39 Gemeindebezirke, bestehend aus 43 Ortschaften, mit Einhaus und 22 Mühlen; 2 Eisenstein- und 8 Braunkohlengruben.
3. Bevölkerung, nach der Zählung am Schlüsse des Jahres 1865: 2374 Familien in 1573 Wohnhäusern, und 9626 Einwohner, nämlich: 5908 evangelisch-christliche, 3717 Katholiken und ein Mennonit.
4. Viehstand: 73 Pferde, 1 Esel, 6685 Stück Rindvieh, 481 Schafe, 448 Schweine, 374 Ziegen und 332 Bienenstöcke.
5. Gewerbe: 2 Bader, 22 Bäcker, 3 Bierbrauer, 2 Blättermacher, 4 Blechschmiede, 27 Branntweinbrenner, 2 Buchbinder, ein Cigarrenfabrikant, 5 Drechsler, 18 Grobschmiede, 1680 Gutsbesitzer, 1 Kappenmacher, 11 Klein- und Großhändler, 51 Kleinkrämer, 2 Korbmacher, 5 Küfer, 3 Leinenweber, 1 Lohgerber, 11 Lumpensammler, 22 Mahlmüller, 4 Makler, 7 Maurer, 5 Metzger, ein Mühlarzt, 4 Musikanten, 9 Nagelschmiede, 5 Oelmüller, 5 Pferdeverleiher und Hauderer, ein Sattler, 2 Scheerenschleifer, ein Schieferdecker, 40 Schneider, ein Schneidmüller, 5 Schön- und Blaufärber, 3 Schornsteinfeger, 28 Schreiner, 39 Schuhmacher, 3 Strohdecker, 350 Taglöhner, 9 Wagner, 56 Wirthe, 4 Zimmerleute etc.
6. Betrag eines Steuersimplums: 3509 fl. 65 kr., nämlich: 2413 fl. 54 kr. Grund- und Gebäudesteuer und 1096 fl. Gewerbesteuer.
7. Amtmann: Franz August Theodor Wißmann.
8. Amtsortschaften:

| Amtsgemeinde                                                               | Fam- ilien | Ein- wohner |
| -------------------------------------------------------------------------- | ---------- | ----------- |
| 1. Marienberg, Amtssitz, eine Lohmühle.                                    | 160        | 679         |
| 2. Ailertchen.                                                             | 80         | 306         |
| 3. Bach, die Ober- und Untermühle.                                         | 34         | 175         |
| 4. Bellingen.                                                              | 66         | 246         |
| 5. Bölsberg.                                                               | 45         | 165         |
| 6. Bretthausen.                                                            | 58         | 205         |
| 7. Büdingen, eine Mühle.                                                   | 53         | 223         |
| 8. Dreisbach.                                                              | 73         | 316         |
| 9. Eichenstruth, die Brücken-, Mahl-, Oel- und die Neumühle.               | 39         | 139         |
| 10. Enspel, Todtenbergermühle.                                             | 27         | 100         |
| 11. Erbach, eine Mahl- und Oelmühle.                                       | 52         | 202         |
| 12. Fehl und Ritzhausen, eine Mühle.                                       | 72         | 308         |
| 13. Großseifen.                                                            | 60         | 239         |
| 14. Hahn, die Hardtermühle.                                                | 46         | 207         |
| 15. Hardt.                                                                 | 44         | 187         |
| 16. Hinterkirchen.                                                         | 18         | 64          |
| 17. Hintermühlen, zwei Mühlen, das Einhaus.                                | 32         | 126         |
| 18. Höhn und Urdorf, die Eisenburger-, Hülpisch- und Bruchmühle.           | 160        | 665         |
| 19. Hölsenhausen.                                                          | 25         | 100         |
| 20. Hof, eine Mahlmühle.                                                   | 151        | 651         |
| 21. Kackenberg.                                                            | 54         | 242         |
| 22. Langenbach, die Ober- (Mahl-, Schneid- und Oel-) und die Sterkenmühle. | 65         | 274         |
| 23. Langenhahn, eine Kapelle.                                              | 42         | 167         |
| 24. Liebenscheid, die Ober- und Untermühle.                                | 94         | 365         |
| 25. Löhnfeld.                                                              | 32         | 127         |
| 26. Oellingen.                                                             | 81         | 351         |
| 27. Pfuhl.                                                                 | 42         | 202         |
| 28. Püschen.                                                               | 24         | 96          |
| 29. Rotzenhahn, die Stockumer Mühle.                                       | 53         | 191         |
| 30. Schönberg.                                                             | 36         | 170         |
| 31. Stangenroth.                                                           | 47         | 191         |
| 32. Stein und Neukirch.                                                    | 103        | 428         |
| 33. Stockhausen mit Illfurth.                                              | 66         | 249         |
| 34. Stockum, eine Mühle.                                                   | 25         | 180         |
| 35. Todtenberg.                                                            | 23         | 85          |
| 36. Unnau, eine Mühle.                                                     | 104        | 433         |
| 37. Weisenberg.                                                            | 37         | 136         |
| 38. Willingen.                                                             | 90         | 366         |
| 39. Zinnhain.                                                              | 40         | 170         |

### Preußen
Mit der Annexion Nassaus durch Preußen werden auch die Ämter in ihrer alten Form aufgelöst und durch Kreise ersetzt. Das Amt Marienberg bildete im Jahr 1867 gemeinsam mit den Nachbarämtern den Oberwesterwaldkreis. Erst im Rahmen dieser Neuordnung wurden Verwaltung und Rechtsprechung getrennt. Für die Rechtsprechung in erster Instanz, die bisher durch das Amt vorgenommen wurde, wurde zunächst die richterlichen Beamte in den Ämtern zuständig und zum 1. September 1867 das Amtsgericht Marienberg gebildet.
Auch nach der Kreisgründung blieb die bisherige Amtsstruktur erhalten. Die Königliche Verordnung vom 22. Februar 1867 regelte, dass „die Amtsbezirke als engere Verwaltungsbezirke in ihrer bisherigen Begrenzung bestehen“ bleiben. Die ehemaligen Ämter bildeten die vier Bezirke des Kreises. Gemäß § 13 der Kreisverfassung entsendeten die Bezirke die ehemaligen Ämter jeweils sechs Vertreter in den neuen Kreistag. Der Amtmann hatte die Aufsicht über die Ortspolizei und Organ des Landrates.
Mit der Verwaltungsreform von 1885/1886 gehörten die Amtsstrukturen endgültig der Vergangenheit an.

## Amtmänner
- Wilhelm Joseph Genger (1816–1817)
- Ludwig Friedrich Schepp (1817–1819)
- Christian Philipp Freudenberg (1820–1830)
- Johann Jacob Möhn (1830–1832)
- Heinrich Ernst Schwab (1832–1837)
- Heinrich Langsdorf(f) (1837–1840)
- Wilhelm Rullmann (1840–1842)
- Carl August Sell (1842–1849)
- Carl Hehner (1851–1854) (Justizamtmann im Justizamt Marienberg)
- Hinrich Wilhelm Anton Güll (1854–1857)
- Friedrich Bäntsch (1857–1862)
- Franz August Theodor Wißmann (1862–1867)
- Der Landrat des Oberwesterwaldkreises in Personalunion (1867–1886)